# Hernan Diaz
Hernan Diaz, född 1973, är en argentinsk-amerikansk författare som 2023 tilldelades Pulitzerpriset för sin andra roman "Trust" (2022). Även debuten "In the Distance" (2017) nominerades till många fina priser, och hans böcker har översatts till närmare fyrtio språk. Fredrika Spindler står för de svenska översättningarna, som givits ut under titlarna "På avstånd" (2024) och "Egendom" (2023).
Diaz föddes i Buenos Aires, Argentina, men efter militärkuppen 1976 tvingades hans familj i landsflykt. De bosatte sig i Sverige, på Lidingö utanför Stockholm, och kunde återvända till hemlandet först efter demokratiseringen 1983. Diaz hade dock svårt att finna sig till rätta i Argentina. Som ung vuxen sökte han sig utomlands för studier och idag bor han med sin familj i Brooklyn, New York, i USA.
Diaz har tagit licentiatexamen på Universidad de Buenos Aires och master på King's College i London. År 2011 doktorerade han på New York University med avhandlingen "Borges, between History and Eternity". Vid sidan av sitt författarskap har han även tjänstgjort vid Hispanic Institute for Latin American and Iberian Cultures på Columbia University, och som redaktör för tidskriften Revista Hispánica Moderna.